# Ana Redondo
Ana María Carmen Redondo García (ur. 16 lipca 1966 w Valladolid) – hiszpańska polityk, prawniczka, nauczycielka akademicka i samorządowiec, od 2023 minister równouprawnienia.

## Życiorys
Uzyskała licencjat z prawa i doktorat z prawa konstytucyjnego na Uniwersytecie w Valladolid. Została nauczycielką akademicką na tej uczelni, dochodząc do stanowiska profesora. Zaangażowała się w działalność polityczną w ramach Hiszpańskiej Socjalistycznej Partii Robotniczej (PSOE). W latach 2007–2015 była posłanką do regionalnego parlamentu Kastylii i Leónu. W latach 2008–2011 i 2014–2015 pełniła funkcję rzeczniczki frakcji socjalistycznej. W 2015 została radną miejską w Valladolid. Weszła w tymże roku w skład miejskiej egzekutywy, gdzie odpowiadała za kulturę i turystykę oraz pełniła funkcję drugiej zastępczyni alkada; zakończyła urzędowanie w 2023.
W listopadzie 2023 objęła stanowisko ministra równouprawnienia w trzecim rządzie Pedra Sáncheza.